# Móra Ferenc

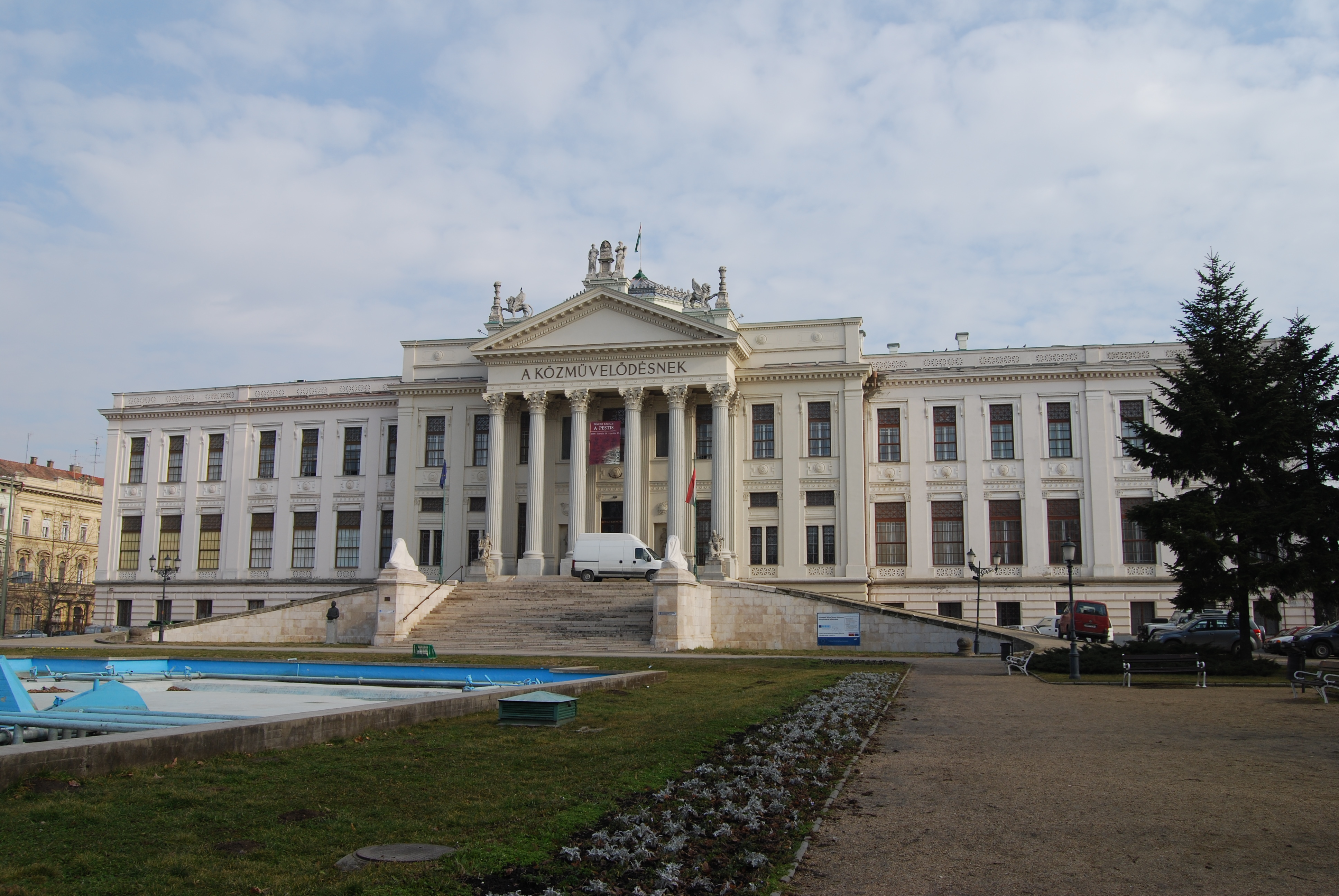
Móra Ferenc Múzeum, Szeged

Móra Ferenc (Kiskunfélegyháza, 1879. július 19. – Szeged, 1934. február 8.) magyar író, költő, újságíró, régész, muzeológus, a „tiszteletbeli makói”. Móra István testvéröccse, Móra László költő nagybátyja.

## Élete
Szegényparaszt családból származott, apja Móra Márton foltozó szűcslegény, majd szűcsmester, anyja Juhász Anna kenyérsütő asszony volt. Tanulmányait – a család szegénysége miatt – nehéz körülmények között végezte. A Budapesti Tudományegyetemen földrajz–természetrajz szakos tanári diplomát szerzett, de segédtanárként csupán egy évig tanított a Vas vármegyei Felsőlövőn.
Innen még a század elején a Szegedi Napló munkatársaként került Szegedre. A lapnak 1913–1919 között főszerkesztője volt, majd haláláig állandó munkatársa maradt. Ez volt jóformán az egyetlen hírlap, amelyik nem állt a világháborús propaganda szolgálatába. 1904-től a Somogyi-Könyvtár és a Közművelődési Palota tisztviselője, könyvtárosa volt, emellett a régészetre is szakosodott, ásatásokat végzett, 1908-ban a Múzeumok és Könyvtárak Országos Főfelügyelősége által szervezett régészeti tanfolyamot is elvégezte. Tömörkény István 1917-ben bekövetkezett halála után a múzeum igazgatója lett.
Móra Ferenc 1911–1920 között a Szeged szabadkőműves páholy tagja volt, számos tisztséget betöltött, avató beszédeket tartott és szabadkőműves verseket írt.
Komoly értéket jelentenek az Alföldön és főleg a Szeged körüli őskori településeken ásatással feltárt anyagokról szóló beszámoló jellegű tanulmányai: A kunágotai sírok (Régészeti tanulmány. Szeged, 1926).
Hírlapi cikkei, gondosan szerkesztett és tökéletes stilisztikai bravúrral felépített tárcái a szegedi Délmagyarország hasábjain jelentek meg. 1922-től a Világ c. liberális napilap munkatársa volt, majd annak megszűnése után a Magyar Hírlapban jelentek meg tárcái, az utóbbinak haláláig főmunkatársa volt. Széleskörű, sokoldalú tevékenységeihez tartozott, hogy 1910-ben a mai Ausztriában levő Felsőlövőn (Oberschützen) tanított, ahol erről emléktábla van.

## Írói pályája
Pályáját versírással kezdte (Az aranyszőrű bárány, elbeszélő költemény, Szeged, 1902; Szegénysoron, Szeged, 1905), később is írogatott verseket (Könnyes könyv, Budapest, 1920). Elbeszéléseiben és regényeiben a parasztság kiszolgáltatottságának egyik legérzékenyebb ábrázolója volt. Szépprózáját kitűnő mesélőkészség, higgadt humor és az élőbeszédhez közelálló világos stílus jellemzi. Mint publicista játékosan, ironikus irányban is bátran bírálta a Horthy-korszak társadalmi igazságtalanságait és visszásságait. Ennek adott hangot a Hannibál feltámasztása c. regényében, amely az író életében önállóan nem jelenhetett meg, csak 1955-ben adták ki Szegeden, azonban ez nem az eredeti teljes szöveg volt, hanem cenzúrázott változat, amely több mint 200 változtatást – természetesen nem az író szándékai szerinti változtatást – tartalmazott. 1956-ban Hannibál tanár úr címmel filmre vitték, szintén az akkori hivatalos kultúrpolitikai „irányelveknek” megfelelően.
1905-ben ismerkedett meg Szegeden Pósa Lajossal, aki az ifjúsági irodalom felé fordította érdeklődését. 1905-től Az Én Újságom c. gyermeklapba írt, 1922-ig több mint ezer írása jelent itt meg. Ifjúsági művei, amelyeknek ihlető anyagát gyermekkori élményei szolgáltatták, a magyar ifjúsági irodalom klasszikusává tették. Mély barátság fűzte Juhász Gyulához.
Művei több idegen nyelven is olvashatók.

## Régészeti tevékenysége
1904-ben került a szegedi „Kultúrpalotához” – a mai Móra Ferenc Múzeumhoz –, a természetrajzi tár rendezésére. E tevékenységen túl részt vett a néprajzi gyűjtésben is, de – mint múzeumi szakember – közismertté ásatásai révén vált. Az akkori igazgató, Tömörkény István volt. A munkáért a város fizetést nem tudott biztosítani, de a végeztével Tömörkény Mórát, mint szakdíjnokot maga mellé vette. Első ásatására Tömörkény küldte ki. 1907-től indult a csókai ásatása, melyet aztán hét szezonon keresztül folytatott. Ez tekinthető egyik legnagyobb ásatásának. 1908-ban részt vett egy kolozsvári régészeti tanfolyamon, ahol a tudomány akkori állása alapján legkorszerűbbnek tekinthető ásatási módszereken túl alapos tipológiai ismeretekre is szert tett. 1917-től, Tömörkény halálától Móra vette át a Kultúrpalota irányítását. 1920-ban felvette a múzeum numizmatikai gyűjteményének kezelésére Banner Jánost, aki 1925-től már önálló ásatásokat is folytatott a megyében. 1924-től a korábbiakhoz képest nagyobb felületű és több ásatást folytatott a Dél-Alföld teljes területén, illetve még szabadsága alatt is foglalkozott régészettel, például amikor 1932-ben a Balatonnál egy bronzkori urnát bontott ki.
Móra múzeumi évei alatt 104 lelőhelyen ásatott, és 12 régészeti témájú cikke jelent meg. Pályafutását, és a vidéki múzeumok működését abban a korban az általános pénzhiány jellemezte. Többször előfordult, hogy nem tudtak feltárni egy-egy ígéretes lelőhelyet, mert ennek munkálatait a múzeum ásatásokra kapott pénzösszege nem tudta fedezni. Bizonyított tény, hogy Móra még a saját anyagi erejéből is finanszírozott ásatásokat, különösen az 1924 utáni időszakban.

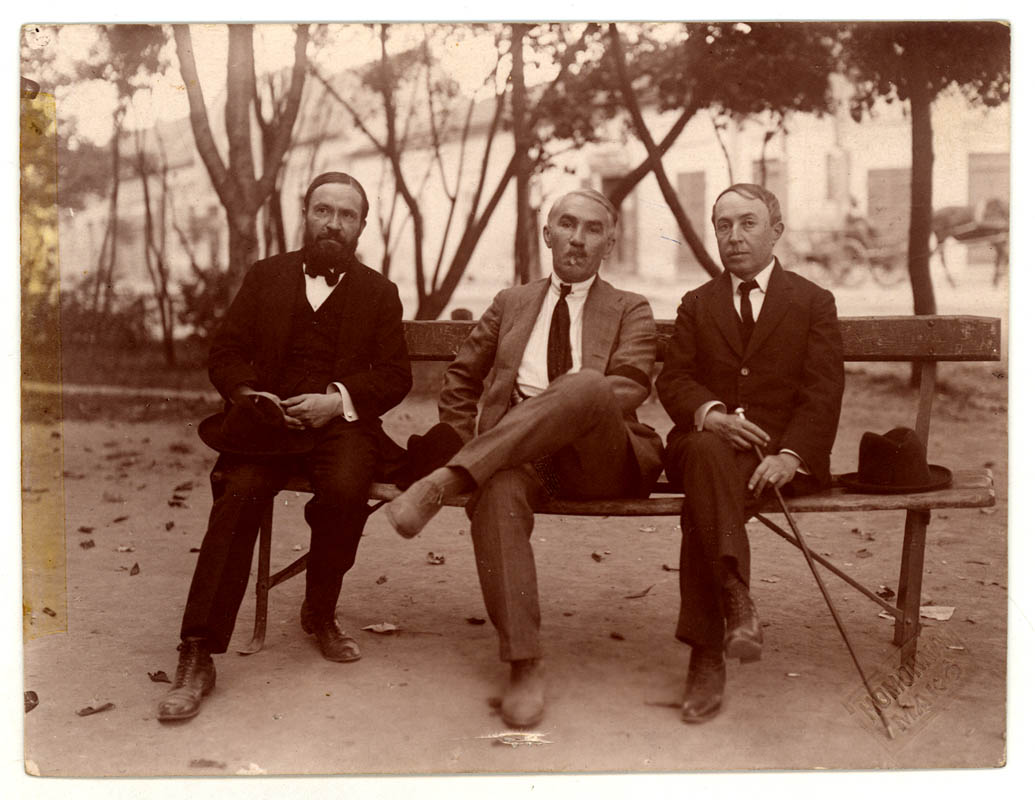
Juhász Gyula, Móra Ferenc és Réti Ödön Makón (1924)

Publikációi közül kettő: a kunágotai honfoglalás kori lovassírok, valamint a népvándorlás és honfoglalás kori temetkezések néprajzi szemszögből vizsgáló publikációja.
1925-ben Balázs Péter, Kunágota segédjegyzője küldött néhány leletet Mórának, melyek homokbányászat közben kerültek elő. Móra még az év októberében elkezdte az ásatásokat, s a munkások által megbolygatott síron kívül még öt sírt tárt fel. Ebből három bolygatatlan és három erősen bolygatott volt. A sírokban talált leleteknek már akkor ismert volt több hazai analógiája (nyílhegyek, szíjelosztók), így Móra nagy biztonsággal a honfoglalás korára tudta keltezni az előkerült leleteket. Az ásatás a kor általános színvonalán, kutatóárkos módszerrel folyt, a temetőről Móra összegző felszínrajzot készített.
Az Ethnographia 1932-ben megjelent 43. számában Móra a népvándorlás kori temetők néprajzban előforduló lehetséges párhuzamait foglalta össze. A cikk megírása előtt olyan nagy népvándorlás kori temetőket tudott feltárni, mint a Deszk D, a makkoserdei, a Fehértó A, valamint a Kiszombor B temető, mindegyikben több mint 200 sírral. Móra ezen temetőkben tett megfigyeléseire hívta fel a szakma figyelmét.
A dolgozat első felében az egymás mellett elhelyezkedő egykorú temetők helyzetét vizsgálta meg. Felvetette, hogy Fehértó A (352 sír) és Fehértó B (90 sír) között társadalmi különbség állhatott fenn: míg az A temetőbe a köznép, a B temetőbe az „urak”, a gazdagok temetkeztek. Ezt a következtetést arra alapozta, hogy a B temető sírjai a másikéihoz képest nagyobbak és sírmellékletekben gazdagabbak voltak. Ugyanebben a részben foglalkozott a sírjelölésekkel, s arra a megállapításra jutott, hogy a sírrablások precíz volta miatt kellett lennie valamiféle sírt, és társadalmi rangot jelző fejfának. A dolgozatban felismeri a gyékény temetkezésekben játszott szerepét, valamint igazolja a rönkfa koporsós temetkezéseket. Egyértelműen cáfolni tudta azt a toposzt, miszerint a lovas temetkezések esetében a halottakat lóháton temették volna el. Leírja, hogy háromféle lovastemetkezés létezett a népvándorlás és honfoglalás korában: a teljes lovas, a ló fejével és lábszáraival való temetkezés, és a jelképes temetkezés, amikor csak a lószerszám kerül a sírba, ló nem. Az ásatásai során találkozott az avar fülkesíros temetkezési formával, de nem ismerte fel, s állva eltemetett halottaknak vélte őket.
Mórát mind kortársai részéről, mind pedig a későbbi kutatóktól sok bírálat érte. Kortársai főként a Szeged város illetékességi területén kívüli ásatások miatt támadták, amiben volt is némi igazság. Későbbi pályatársai közül sokan csak szerencsés kezű amatőrnek tartották. Való igaz, hogy Móra pályájának elején több szakmai hibát is elkövetett (mint a csókai leletek nem objektumonként való elkülönítése, valamint a részletes dokumentációk hiánya), ezek azonban nagyrészt jellemzőek voltak kortársai ásatásaira is. A mostani, részletesnek mondható dokumentációs rendszer kifejlődéséhez több generációnyi régészeti tapasztalat volt szükséges, melynek részét képezte a Móra és kortársai által gyűjtött rengeteg tapasztalat is.

## Magánélete

### Családja
1902. július 14-én kötött házasságot, felesége Walleshausen Ilona (1880–1953) volt, akivel még 1896-ban ismerkedtek meg annak köszönhetően, hogy Móra korrepetálta a lány érettségire készülő fivérét. 1898-ban jegyezték el egymást, de a házasságkötésre csak akkor vállalkoztak, amikor az ifjú vőlegénynek már biztos állása volt a Szegedi Naplónál. Az asszony később, férjéhez hasonlóan szintén országos ismertséget szerzett Móra Ferencné néven írt és számos kiadást megért szakácskönyvével.
Házasságukból egyetlen lány született, Móra Anna, aki az író sok művében megjelenik, Panka néven. Ő később Vészits Endre mérnökkel kötött házasságot, melyből két gyermek született, Vészits Ferenc – az első unoka, aki Móra munkáiban leggyakrabban „a Vadember” vagy „ifj. Ferenc” néven bukkan fel – és húga, „Mötyő”. Előbbitől született dédunokája Vészits Andrea dramaturg, író, Móra-kutató.

### Családon kívüli szerelmi viszonyai
Mára viszonylag széles körben ismertté vált, hogy Móra nem szerelemből házasodott: egy, csak évtizedekkel a halála után nyilvánosságot kapott – utolsó szerelmének, Kalmár Ilonának írott – magánlevelében ő maga így fogalmazott:
```
„Senki se tudja a világon, csak te fogod megtudni most, hogy én akkor nemcsak azt nem szerettem, a kivel esküvőre mentem szánalomból, hanem nagyon szerettem egy lányt, a ki azóta rég meghalt s Erdélyben van eltemetve. Az ő karjaiból, a számon az ő csókjaival mentem az idegen lányhoz, a kit esküvőre kellett vezetnem s a kiről tudtam, hogy másra fogok gondolni, a mikor megölelem. S az esküvőm másnapján megirtam azt a verset, amelyik úgy végződik:

Két idegen gályarab,

Egy bilincsbe verve,

Nyomorultan űzetünk

Végtelen vizekre…

Azóta eltelt harminc év s én még mindig megvagyok, – ma nyomorultabban, mint harminc évvel ezelőtt.”
```

Annak, hogy vállalta – és élete végéig fenntartotta – a házaséletet azzal a lánnyal, akit e jelek szerint nem szeretett, már házasodásakor is inkább csak szánt (később pedig sokat emésztette magát költekezésre hajlamos habitusa miatt), Bíró-Balogh Tamás irodalomtörténeti kutató szerint az lehetett a fő oka, hogy írói pályára készülve szükségét érezte a biztos családi háttérnek; később pedig az a késztetés, hogy megfeleljen a társadalmi konvencióknak, fenntartsa azt az ideálképet, ami mint szeretetreméltó, jó tollú íróról, tudós múzeumigazgatóról, régészről kialakult róla.
Boldogtalan házassága mellett Móra gyakran kereste a vigasztalódást más nők társaságában. Első szeretője, akiről az irodalomtörténet tud, Löllbach Emma volt, egyik közeli barátjának, Domokos Lászlónak a felesége. Hogy Domokos tudott-e a viszonyról, nem tudni, azt azonban igen, hogy szerelmük beteljesedett (a házaspár pedig 1923-ban elvált).
Hasonló viszonya volt a már özvegy Gulácsy Irén írónővel, valamint egy másik közeli barát, Diósszilágyi Sámuel makói kórházi főorvos nejével, Dybisewszky Annával, „Ninuskával” is. Egyes feltételezések szerint ők ketten több ezer levelet váltottak, néha napjában többet is – 1921. november 22-én kelt Móra első ismert, Ninának írott lapja, az utolsó ismert levelet pedig 1933. szeptember 20-án keltezte –, a küldemények közül 169 maradt az utókorra. A makói házasfelek akkorra már ugyancsak rég elhidegültek egymástól, bár jogilag együtt maradtak, ráadásul a főorvos és az író barátsága is megmaradt. Udvarolt fiatal múzeumi kolléganőjének, Fischhof Ágotának is (egyes irodalomtörténészek szerint részben vagy egészben ő ihlethette a Négy apának egy leánya című regénye főalakját).

#### Kalmár Ilona „Kica”
Móra Ferenc túl volt már az ötvenen, amikor kétunokás nagyapaként elérte életének egyik igazi (talán legigazibb) és egyben utolsó, nagy szerelme: a Panka lányával közel egykorú, akkor 30 esztendős Kalmár Ilona (1902–1986) személyében, akit a halála előtt alig másfél évvel ismert meg. Az ő személyének az íróra gyakorolt hatását több irodalmár az ekkoriban született Aranykoporsó című regény lányalakja, Titanilla („kis Tit”) megformálásában véli felismerni; az egyezést maga Móra is megerősítette titkos leveleiben, melyekben olykor Tit névvel illette a lányt.

„Maga lesz az oka, ha azt fogja írni rólam az irodalomtörténet valamely iparosa: pár hét híján betöltötte az író az ötvenhármat, amikor titokzatos változáson ment át és csoda történt vele.”

Az író 1932 nyarán ismerkedett meg a nála több mint 22 évvel fiatalabb Kalmár Ilonával a balatonföldvári Zrínyi Szállóban, ahová ő pihenni és alkotni érkezett, a lány pedig – aki akkoriban leginkább népművészeti kézimunkák értékesítéséből élt – nyaranta bridzsoktatóként dolgozott ott, hogy a szállóvendégek időtöltését így tegye változatosabbá. A találkozásból egy titkos, forró szerelem született, mely a balatoni egy hónap után a pesti Britannia Szállóban lebonyolított titkos randevúkkal folytatódott és egészen Móra haláláig tartott, dacára annak, hogy Ilona jegyben járt már a megismerkedésük idején is. Az író elválni ezúttal sem akart, illetve abba se egyezett bele, hogy a lány felbontsa jegyességét.
1932 augusztusában Ilona férjhez is ment vőlegényéhez, Horváth Istvánhoz, az Országos Magyar Kereskedelmi Egyesület titkárához, akinek sejtelme sem volt kettejük kapcsolatáról; sőt, nem is gyanakodott, hiszen Mórával addigra maga is jó kapcsolatba került és idős családi barátként tisztelte őt. Ismert az is, hogy bár Móra támogatta a fiatalok házasságát, kis híján beleőrült, amikor ez mégis megtörtént.
A szerelmesek levelezése két párhuzamos szálon futott: az író a leveleinek „hivatalos” részét „Horváth Istvánné őnagyságának” címezte, ezek az ifjú rajongónak, illetve a baráti házaspárnak szóltak és jellemzően semleges témákat érintettek, ennek megfelelően Ilona férje is olvashatta őket. A titkos levelek ellenben »poste restante« (=postán maradó) jelöléssel érkeztek a pesti főpostára és ott a címzett, „Földváry Kica kisasszony” kezeihez. A leveleket az asszony a zsidóüldözések idején a gettóban is magánál tartotta, illetve 1986-ban bekövetkezett haláláig őrizte – méghozzá úgy, hogy 1964-ben a levelezés 1933. március 1–25. között született, Móra nehezen kiolvasható írásával készült darabjait saját kezűleg kis füzetekbe másolta át. Végül a szegedi múzeumra hagyta a neki írt Móra-leveleket, azzal a kikötéssel, hogy közülük a titkos üzenetek és (részben erotikus) versek csak az ő halála után kerülhetnek nyilvánosságra.
A „publikus” leveleket a múzeum 1957-től kezdte beleltárazni, míg a titkos, vaskazettában megőrzött anyag Kalmár Ilona 1979. október 17-én kelt, kézírásos végrendelete alapján 1986 óta gyarapítja a múzeum gyűjteményét. Az irodalomtörténet számára azonban még ezután is évtizedekig dilemmát jelentett, hogy bemutathatóak-e ezek a dokumentumok, és nem jelentene-e a publikálásuk imázsrombolást a magyar kultúrtörténet ikonikus, széles körű vélekedés szerint feddhetetlennek gondolt alakjával szemben. A dilemma feloldásában végül is az segített, hogy (legalábbis az irodalmárok értelmezésében) Móra és Kica jegyzeteiből is kiolvasható olyan utalás, mely szerint haláluk után a titkos levelek-versek fennmaradását óhajtották.

## Művei

A Dióbél királyfi Genius-féle kiadásának borítója

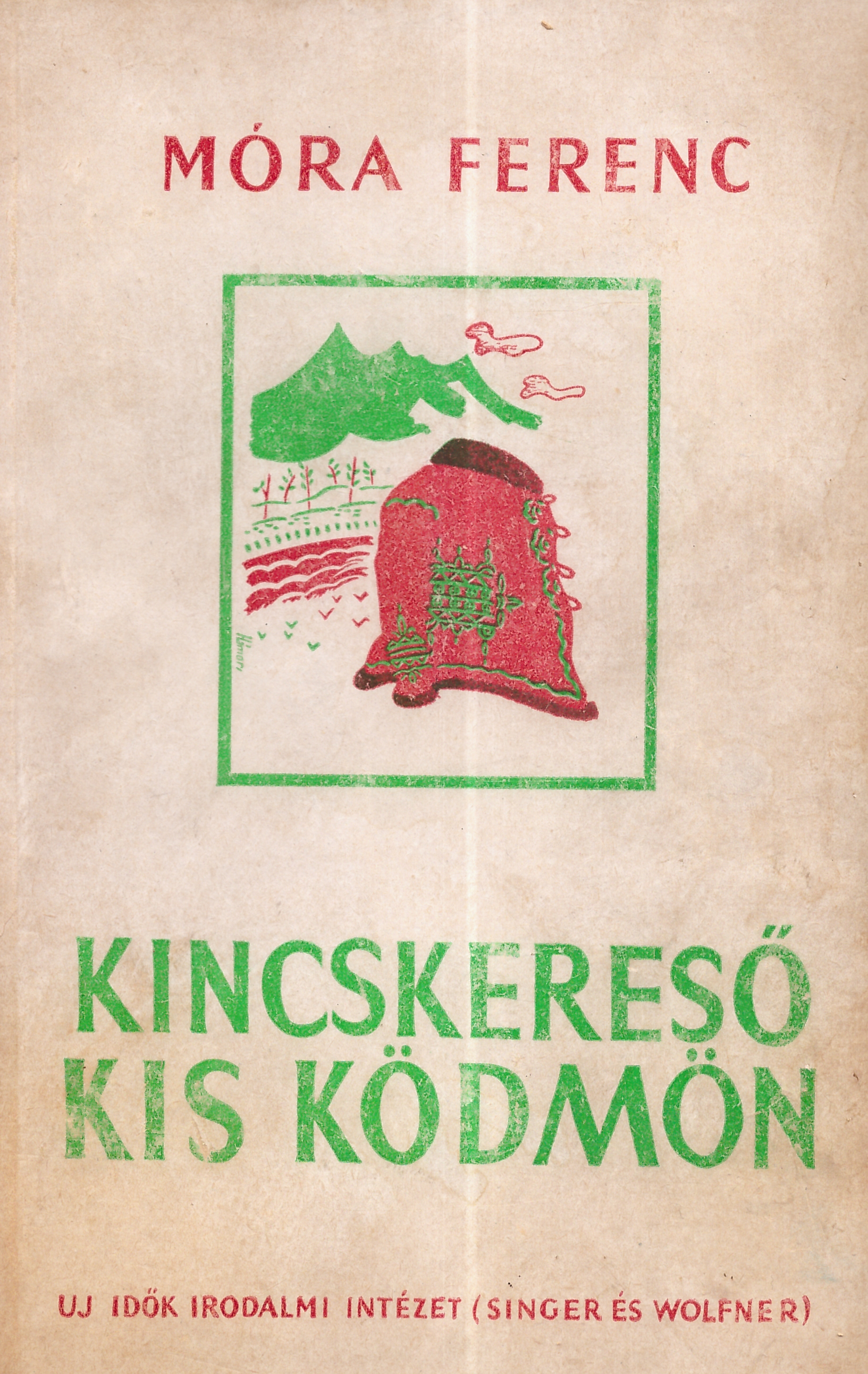
A Kincskereső kis ködmön 1930-as évekbeli kiadása

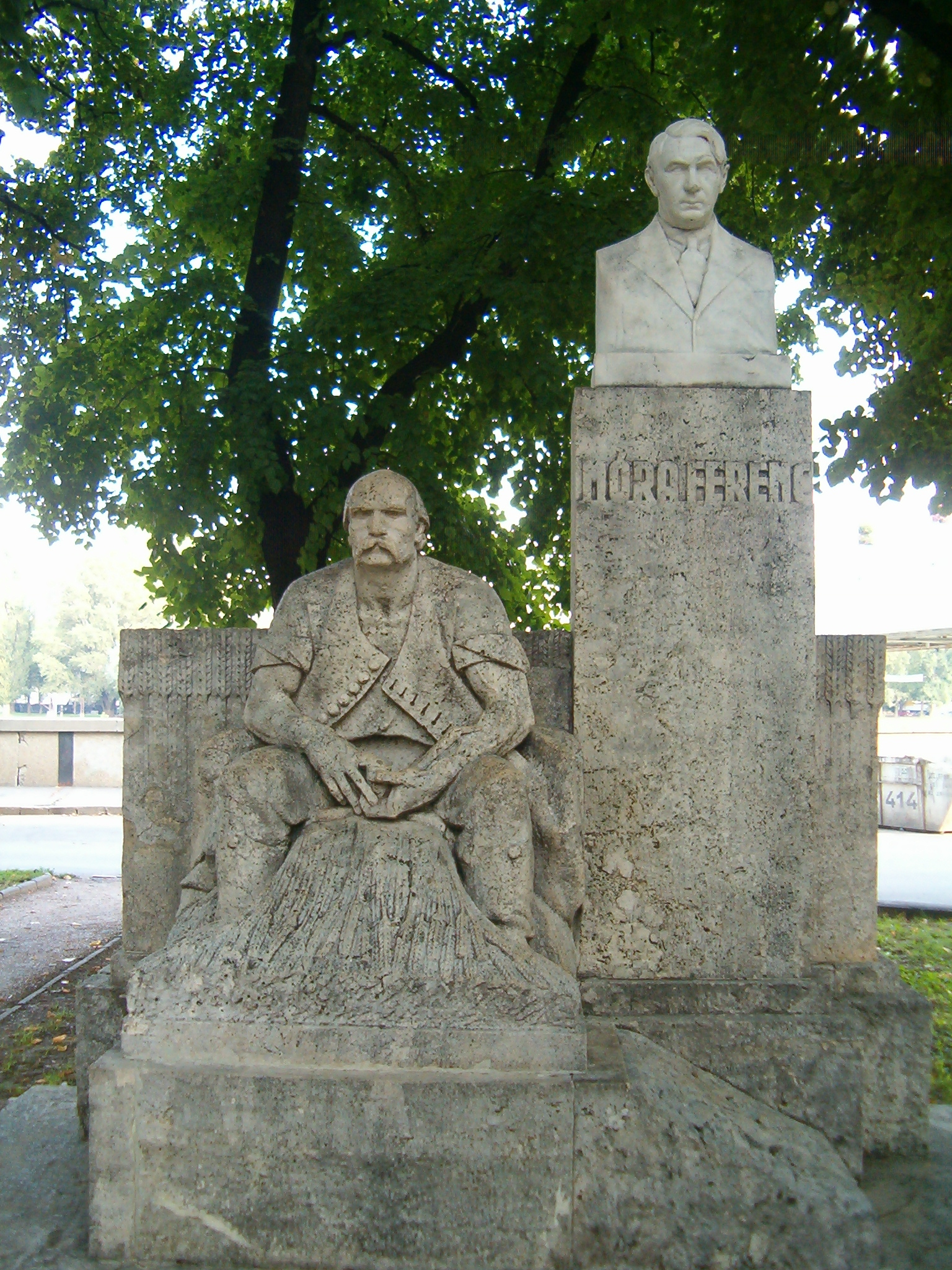
Móra Ferenc szobra a szegedi Roosevelt téren (az ülő alakot Kotormány János hivatalszolgáról, Móra „személyem körüli miniszteréről” mintázta Tápai Antal szobrászművész)

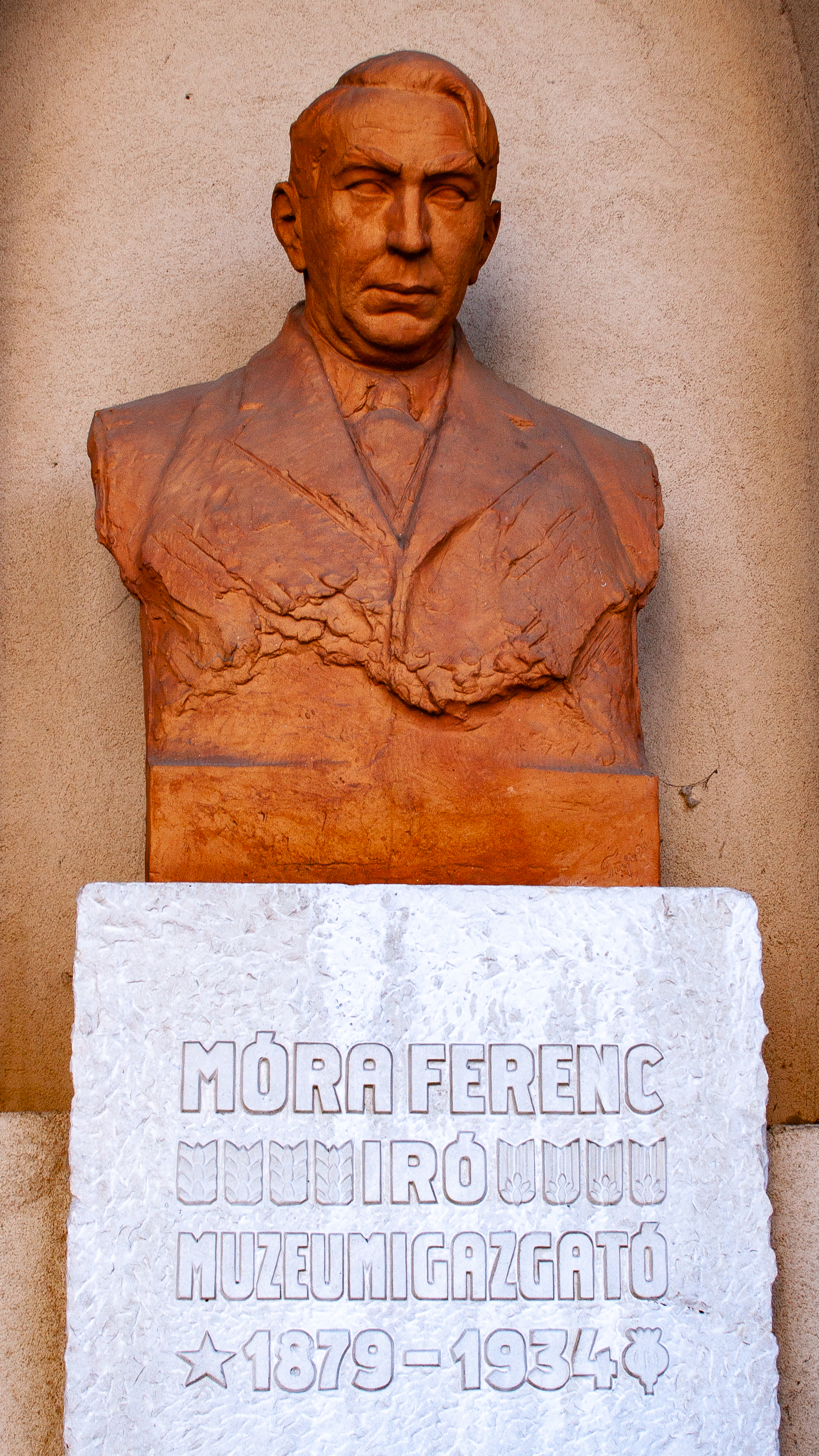
Mellszobra a szegedi Dóm téren

### 1919-ig
- Kisteleki Ede–Molnár Jenő–Móra Ferenc: Az élet. Drámai képsorozat; Schulhof, Szeged, 1903
- Az aranyszőrű bárány / A betlehemi csillag; Szegedi Napló, Szeged, 1903
- Falun – városon; Singer-Wolfner, Budapest 1906 (Filléres könyvtár)
- Rab ember fiai. Elbeszélés; Singer-Wolfner, 1910 (Filléres könyvtár)
- Mindenki Jánoskája. Elbeszélés; Singer-Wolfner, Budapest 1913 (Filléres könyvtár)
- Csilicsali Csalavári Csalavér; Singer-Wolfner, Budapest, 1913
- Filkó meg én. Elbeszélés a nagy háborúból a magyar ifjúság számára; Singer-Wolfner, Budapest, 1915
- Kincskereső kis ködmön; Singer-Wolfner, Budapest, 1918

### 1920–1934
- Emlékkönyv a Szegedi Kegyesrendi Főgimnázium kétszáz éves jubileuma alkalmából. 1720–1920; összeáll. Móra Ferenc; Dugonics-Társaság, Szeged, 1921
- Könnyes könyv. Móra Ferenc versei; Bittera Ny., Szeged, 1921
- Dióbél királyfi és társai. Egy öreg ember emlékei fiatal gyerekeknek; Délmagyarország, Szeged, 1922
- A festő halála. Regény; Kultúra, Budapest, 1922 (Magyar regényírók)
  - (Négy apának egy leánya címen is)
- Az ötvenéves Szegedi Polgári Dalárda; Mars Ny., Szeged, 1922
- Tömörkény; Délmagyarország, Szeged, 1922
- Somogyi Károly emlékezete; Bartos Ny., Szeged, 1923
- Petőfi oltárára; Dugonics Társaság, Szeged, 1924
- Móra Ferenc–Wagner János: Természetrajz. A lányközépiskolák 2. oszt. számára; Singer-Wolfner, Budapest, 1925
- Hol volt, hol nem volt... Móra Ferenc meséiből; Délmagyarország, Szeged, 1925
- Iparosok, császárok, királyok és egyéb céhbeliek; Az Ipar, Szeged, 1925
- Lovassírok Kunágotán; Városi Ny., Szeged, 1926 (Csanádvármegyei könyvtár)
- Georgikon; Királyi Magyar Egyetemi. Ny., Budapest, 1926
- Sokféle; Lantos, Budapest, 1927
- Véreim; Lantos, Budapest, 1927
- Ének a búzamezőkről. Regény két kötetben; Lantos, Budapest, 1927
- Beszélgetés a ferdetoronnyal; Lantos, Budapest, 1927
- Csalavári Csalavér újabb kalandjai; Singer-Wolfner, Budapest, 1927 (Az Én Újságom könyvei)
- Nádihegedű; Lantos, Budapest, 1927
- Vasúti kaland; Lantos, Budapest, 1928
- Négy apának egy leánya. A festő halála új kiadása; Genius, Budapest, 1930
- Az utolsó suba; Kner Ny., Gyoma, 1931
- Néprajzi vonatkozások szegedvidéki népvándorlás kori és korai magyar leletekben; Somogyi-könyvtár–Városi Múzeum, Szeged, 1932 (A szegedi Városi Múzeum kiadványai)
- Egy cár, akit várnak; Genius, Budapest, 1932 (Móra Ferenc munkái Jubileumi díszkiadás)
- Emlékkönyv Móra Ferenc 30 éves írói jubileumára / Tanulmányok; Kunossy Ny., Budapest, 1932
- Könnyes könyv; 2. jav. kiad.; Genius, Budapest, 1932 (Móra Ferenc munkái Jubileumi díszkiadás)
- Aranykoporsó, 1–2.; Genius, Budapest, 1932 (Móra Ferenc munkái Jubileumi díszkiadás)
- Emlékkönyv Móra Ferenc 30 éves írói jubileumára / Móra Ferenc versei, novellái; 2. jav. kiad.; Révai Ny., Budapest, 1933
- Dióbél királyfi és társai; újabb, átdolgozott kiadás; Révai, Budapest, 1934
- Öreg diófák alatt; Révai, Budapest, 1934
- Daru utcától a Móra Ferenc utcáig, 1–2.; Révai, Budapest, 1934
- Az ezüstszavú harang; Révai, Budapest, 1934

### 1935–1944
- A vadember és családja; Genius, Budapest, 1935
- A jó öreg Dugonics; Genius, Budapest, 1935 (Móra Ferenc hátrahagyott művei díszkiadása)
- Göröngykeresés; Genius, Budapest, 1935 (Móra Ferenc hátrahagyott művei díszkiadása)
- Túl a palánkon; Genius, Budapest, 1935 (Móra Ferenc hátrahagyott művei díszkiadása)
- Dióbél királykisasszony. Történetek Pankáról és egyéb mesék; Révai, Budapest, 1935
- Elkallódott riportok; Genius, Budapest, 1935 (Móra Ferenc hátrahagyott művei díszkiadása)
- Ezek az évek. 1914–1933; Genius, Budapest, 1935 (Móra Ferenc hátrahagyott művei díszkiadása)
- Napok, holdak, elmúlt csillagok; Genius, Budapest, 1935 (Móra Ferenc hátrahagyott művei díszkiadása)
- Utazás a földalatti Magyarországon; Révai, Budapest, 1935
- Parasztjaim; Révai, Budapest, 1935
- Szegedi tulipántos láda, 1–2.; Révai, Budapest, 1936
- A Sándor körül; Áchim, Budapest, 1942 (Százezrek könyve)
- A fajtám. Elbeszélések; Stádium, Budapest, 1942 (Nemzeti könyvtár)
- Válogatott elbeszélések; Révai, Budapest, 1944

### 1945–1989
- A jó Isten foltozó-szűcse. Mesejáték; Misztótfalusi, Budapest, 1947 (Népi műsortár)
- A fele sem tudomány; Bibliotheca, Budapest, 1948
- Csicseri történet. Mesék; Testvériség-Egység Kiadó, Noviszád, 1950
- Elbeszélések; bev. B. Szabó György; Testvériség-Egység Kiadó, Noviszád, 1950
- Mindennapi kenyerünk; ifjúsági kiad.; Ifjúsági, Budapest, 1952
- Furfangos Cintula; vál., előszó Vargha Kálmán; Ifjúsági, Budapest, 1953
- Móra Ferenc ismeretlen levelei; jegyz., bev. Péter László; Csongrád Megyei Ny., Szeged, 1954 (A Szegedi Egyetemi Könyvtár kiadványai)
- A nagyhatalmú sündisznócska; vál. Vargha Kálmán; Ifjúsági, Budapest, 1954
- Hannibál föltámasztása; bev. Vajda László; Tiszatáji Magvető, Szeged, 1955
- Az aranyszőrű bárány; Móra, Budapest, 1955 (Kispajtások mesekönyve)
- A dorozsmai varjú. Elbeszélések; vál., sajtó alá rend., utószó Vargha Kálmán; Ifjúsági, Budapest, 1956 (Válogatás az ifjúság számára)
- A világ így megyen. Válogatott írások; vál., jegyz. Vajda László; Szépirodalmi, Budapest, 1956
- A város lúdja. Elbeszélések; vál. Székely Erzsébet; Ifjúsági, Bukarest, 1957 (Tanulók könyvtára)
- Csengő barack. Mesék; összegyűjt., vál. Madácsy László; Ifjúsági, Bukarest, 1957
- Királyasszony macskái. Elbeszélések; vál. Madácsy László, bev. Lengyel Dénes; Móra, Budapest, 1957 (Válogatás az ifjúság számára)
- Kincsásás halottal. Elbeszélések; utószó Szenes András; Hírlapkiadó, Budapest, 1957 (A Szabad Föld kiskönyvtára)
- Fityók. Móra Ferenc meséje; Minerva, Budapest, 1957
- Karácsonyfák útja. Versek, mesék, elbeszélések; vál., szerk. Fazekas István; Gondolat, Hódmezővásárhely–Budapest, 1957
- Nekopogi kovács. Elbeszélések; összegyűjt., vál. Madácsy László; Móra, Budapest, 1957 (Válogatás az ifjúság számára. Móra Ferenc Művei)
- Kis kanász, nagy kanász. Mesék, elbeszélések; vál. Székely Erzsébet; Ifjúsági Kiadó, Bukarest, 1958
- Az utolsó lopás. Elbeszélések; Állami Irodalmi és Művészeti Kiadó, Bukarest, 1958 (Kincses könyvtár)
- Tápéi diplomaták; utószó Székely Erzsébet; Magvető, Budapest, 1958 (Vidám könyvek)
- A honti igricek; vál., sajtó alá rend. Vargha Kálmán; Móra, Budapest, 1958 (Válogatás az ifjúság számára)
- Zengő ÁBC. Móra Ferenc verses ábécéje; játékos olvasási gyakorlattal kieg. Justné Kéry Hedvig; Móra, Budapest, 1958
- Móra Ferenc írásaiból. Válogatás az általános iskolai tanulók számára; összeáll., előszó, jegyz. Kerékgyártó Imre; Móra, Budapest, 1959
- Móra Ferenc művei. Válogatás gyermekek számára; összegyűjt. Madácsy László; Móra, Budapest, 1959
- Sétálni megy Panka... Gyermekversek; gyűjt. Madácsy László, vál., szerk. Szalontay Mihály; Móra, Budapest, 1960
- Bolondságok, enyémek is, máséi is; összegyűjt., vál., sajtó alá rend., bev. Madácsy László; Tiszatáj Írói Munkaközösség–Városi Tanács VB., Szeged, 1960 (Tiszatáj irodalmi kiskönyvtár)
- Hannibál föltámasztása; Irodalmi Kiadó, Bukarest, 1961 (Kincses könyvtár)
- Tápéi furfangosok. Válogatott elbeszélések, 1–2.; vál. Péter László; Szépirodalmi, Budapest, 1962 (Aranykönyvtár)
- A halhatatlan íróasztal. Válogatott írások; utószó Sőni Pál; Irodalmi, Bukarest, 1962
- A holdvilág szűrei. Mesék; Ifjúsági, Bukarest, 1963 (Mesetarisznya)
- Hoztam-e spanyolviaszkot?; vál. Kürti Pál; Magvető, Budapest, 1964 (Vidám könyvek)
- Eladó a cirmos; Móra, Budapest, 1964 (Kispajtások mesekönyve)
- A kéményseprő zsiráfok; Móra, Budapest, 1969
- Bolondságok, enyimek is, máséi is; sajtó alá rend., vál., bev. Madácsy László; Szegedi Ny., Szeged, 1969
- A kóchuszár; vál., szerk. Schindler Frigyesné; Móra, Budapest, 1970
- Hiszek az emberben. Tárcanovellák; vál., bev., függelék összeáll. Varró János; Dacia, Kolozsvár, 1972 (Tanulók könyvtára)
- A hatrongyosi kakasok. Állatmesék; vál. Madácsy László; Móra, Budapest, 1973 (Móra Ferenc válogatott művei az ifjúságnak)
- Csicseri történet. Mesék, versek, elbeszélések; vál. Madácsy László; Móra, Budapest, 1974 (Móra Ferenc válogatott művei az ifjúságnak)
- A körtemuzsika. Elbeszélések, mesék; vál. Sulyok Magda; Budapest. Móra, 1975 (Móra Ferenc válogatott művei az ifjúságnak)
- Hendók mester és Busa deák. Elbeszélések, mesék; Móra, Budapest, 1975
- Móra Ferenc ifjúkori versei; szerk. Péter László, tan. Mezősi Károly: Móra Ferenc félegyházi élete; Városi Tanács, Kiskunfélegyháza, 1976
- Úri kalap. Válogatott elbeszélések; vál. Vargha Kálmán; Móra, Budapest, 1977 (Diákkönyvtár)
- Titulász bankója. Történelmi elbeszélések, mesék; vál. Sulyok Magda; Budapest. Móra, 1977 (Móra Ferenc válogatott művei az ifjúságnak)
- Mórától, Móráról. Az író születésének 100. évfordulóján; összeáll. Megyer Szabolcs; Tankönyvkiadó, Budapest, 1979
- Igazlátók; vál., szerk. Lengyel Dénes; Móra, Budapest, 1979
- Szögedinumdánum. Válogatott írások; szerk. Péter László; Szegedi Ny., Szeged, 1980
- Móra Ferenc levelezéséből. Az MTA Könyvtára, az OSZK és a Petőfi Irodalmi Múzeum anyaga; sajtó alá rend. Kőhegyi Mihály, Lengyel András; Bács-Kiskun megyei Múzeumigazgatóság, Kecskemét, 1980
- Az ember feje nem füge; vál., szerk. Sulyok Magda; Móra, Budapest, 1981 (Móra Ferenc válogatott művei az ifjúságnak)
- Somogyi Károly emlékezete; Somogyi-könyvtár, Szeged, 1984
- A magyar paraszt; előszó, jegyz. Szigethy Gábor; Magvető, Budapest, 1985 (Gondolkodó magyarok)
- Mondák Móra Ferenc gyűjtéséből; Ságvári Nyomdaipari Szakközépiskola és Szakmunkásképző Intézet, Budapest, 1985 (Magyar mondák és népmesék)
- Móra Ferenc családi levelezése; sajtó alá rend. Kőhegyi Mihály, Lengyel András; Katona József Múzeum, Kecskemét, 1987 (A kecskeméti Katona József Múzeum közleményei)
- A solymári csóka; Móra, Budapest, 1987 (Csiperke könyvek)
- A királyasszony macskái; vál. T. Aszódi Éva; Móra, Budapest, 1989

### 1990–
- A cinegekirály; vál., szerk. Annus József; Móra, Budapest, 1990
- A csaló; bev. Tóth Vass Mária, vál., jegyz. V. Gál Ilona; Creanga, Bukarest, 1991
- A cinege cipője; Polygon, Budapest, 1991
- Tükrös Kata; Corvina, Budapest, 1992 (Nagyanyáink meséskönyve)
- Mindenki Jánoskája; Unió, Budapest, 1993
- Nagyapó állatai; Kalligram, Pozsony, 1994
- Mondák és mesék; vál. Sulyok Magda; Ciceró, Budapest, 1995 (Klasszikusok fiataloknak)
- Móra olvasókönyv; vál., szerk. Frech Judit; Holló, Kaposvár, 1996
- Móra olvasókönyv 2.; vál., szerk. Sarkadi Péter; Holló, Kaposvár, 1997
- A jó Isten kenyérsütögetője; sajtó alá rend., utószó Csűrös Miklós; Unikornis, Budapest, 1997 (Nagy magyar mesemondók)
- Rege a csodaszarvasról. Mondák és mesék; Black & White, Debrecen, 1997
- Móra Ferenc és Csóka; szerk. Berkovits György; Dudás Gyula Múzeum- és Levéltárbarátok Köre, Zenta, 1998 (Csókai füzetek)
- Szeptemberi emlék. Novellák, emlékezések; vál. Fodor Irén; Polis, Kolozsvár, 1998 (Remekírók diákkönyvtára)
- Nevenincsen innen, Nekeresden túl; vál. T. Aszódi Éva; Móra, Budapest, 1998 (Móra aranykönyvek)
- A cinegekirály; összeáll., szerk. Berniczky Éva; 2. bővített kiadás; UngBereg Irodalmi és Művelődési Alapítvány, Budapest, 1999
- Várhidi Attila: Játsszunk színházat! Dramatizált népmesék, Lázár Ervin-, Móra Ferenc-mesék, sulikomédiák gyermekszínjátszó rendezőknek, pedagógusoknak és bábosoknak; Tóth Könyvkereskedés, Debrecen, 1999 (Szín-játék-tár)
- Az égbelátó; Móra, Budapest, 2000 (Zsiráf könyvek)
- A fenyőfa alatt. Móra Ferenc karácsonyi írásai; összeáll. Kőrössi P. József; Noran, Budapest, 2003 (Írók karácsonya)
- Írások Csókáról; összeáll. Olajos Laura; Bába, Szeged, 2004 ISBN 963-9511-92-7
- Hannibál feltámasztása; szöveggond. Hegedős Mária, Láng József, Péter László, utószó Péter László; Argumentum, Budapest, 2004
- Hiszek az emberben; szerk. Kindelmann Győző; Szt. István Társulat, Budapest, 2004
- Mátyás, az igazságos; Puedlo, Nagykovácsi, 2005
- Bolondságok, enyémek is, máséi is. Móra Ferenc füveskönyve; összegyűjt., vál., sajtó alá rend., bev. Madácsy László; Lazi, Szeged, 2005
- Állatmesék; Puedlo, Nagykovácsi, 2005
- Mesék Mátyás királyról; Anno, Budapest, 2005
- A hunok hazát keresnek. Mondák a magyar történelemből; Anno, Budapest, 2006
- Hogyan tanultam meg írni. Mesék a diákévekről; Anno, Budapest, 2006
- Olaszországi csavargásom; Eri, Budapest, 2006
- Bolondságok, enyémek is, máséi is. Móra Ferenc füveskönyve; sajtó alá rend., bev. Madácsy László; 2. bőv. kiad.; Lazi, Szeged, 2006
- Kótyomfitty király almája. Móra Ferenc meséi; összeáll., szerk. Bozsik Rozália; Novum, Budapest, 2007 (Magyar meseírók)
- A világ vándora. Móra Ferenc meséi; Aquila, Debrecen, 2007
- "...visszajöttem az öreg iskolához...". Írások Móra Ferenctől diákkoráról, diákkorából; szerk. Kapus Béláné; Constantinum Intézmény, Kiskunfélegyháza, 2008
- Öreg diófák alatt. Elbeszélések; Szent Maximilian, Budapest, 2009 (Szent Maximilian családi könyvtár)
- Petőfi oltárára; Kiskunfélegyházi Petőfi Sándor Alma Mater Társaság, Kiskunfélegyháza, 2009
- Iparművészet; Magyar Szépmíves Céh, Pécs, 2011
- Himnusz a búzamezőn. Istenes versek; szerk. Kindelmann Győző, utószó Alszeghy Zsolt; Szt. István Társulat, Budapest, 2012
- Címtelen könyv. Versek; sajtó alá rend. Lengyel András; Móra Ferenc Múzeum–Wesley, Budapest–Szeged, 2014
- A pillangók királya; vál., szerk. Hunyadi Csaba Zsolt; Lazi, Szeged, 2014
- Olvasókönyv Móra Ferenc műveiből; szerk. Lukács Zoltán; Holló, Kaposvár, 2015
- Sohase volt jó az a nagy sietség. Derűs magyarok. Válogatott elbeszélések; vál., szerk. Bányász István, Bujdosó Hajnalka; Allegro Könyvek–Medio, Budapest, 2017

### Gyűjteményes sorozat (1958–1967)
Móra Ferenc összegyűjtött művei, 1–13.; Magvető, Budapest, 1958–1967
Betűrendes mutató Móra Ferenc összegyűjtött művei köteteihez; összeáll. Péter László; Somogyi Könyvtár, Szeged, 1969
- Véreim / Parasztjaim; sajtó alá rend., magyarázó szótár, jegyz. Vajda László és Madácsy László; 1958
- Sokféle / Egy cár, akit várnak; függelék, jegyz. Madácsy László; 1958
- Elkallódott riportok / Napok, holdak, elmúlt csillagok. Karcolatok; sajtó alá rend., jegyz., magyarázó szótár Madácsy László és Vajda László; 1958
- Beszélgetés a ferde toronnyal / Túl a palánkon. Elbeszélések, olaszországi, franciaországi és spanyolországi útiélmények; sajtó alá rend. Vajtai István, jegyz., magyarázó szótár Vajda László; 1959
- Georgikon / Nádi hegedű; szerk., sajtó alá rend. Vajtai István, jegyz. Vajda László, magyarázó szótár Vajda László, Madáchy László; 1959
- Négy apának egy leánya. A festő halála / Hannibál föltámasztása; utószó, jegyz. Paku Imre; 1960
- A vadember és családja / Göröngykeresés és más csöndes történetek; szerk., jegyz. Vajda László; 1960
- A fele sem tudomány / Utazás a földalatti Magyarországon; sajtó alá rend. Madácsy László, szerk., jegyz., magyarázó szótár Vajda László; 1960
- Szilánkok; szerk., összegyűjt., utószó, jegyz. Vajda László, sajtó alá rend., magyarázó szótár Vajtai István; 1961
- Aranykoporsó. Történelmi regény; utószó, jegyz. Vajda László; 1961
- Daru utcától a Móra Ferenc utcáig; szerk., jegyz. Vajda László; 1962
- Szegedi tulipános láda; sajtó alá rend., függelék Paku Imre; 1964
- Memento; vál., szerk. Vajda László, jegyz. Bölöny József; 1967
- Betűrendes mutató Móra Ferenc összegyűjtött művei köteteihez; összeáll. Péter László; Somogyi Könyvtár, Szeged, 1969

### Gyűjteményes sorozat (1979–1989)
Móra Ferenc művei, 1–12.; Szépirodalmi, Bp., 1979–1989
- Daru utcától a Móra Ferenc utcáig; szöveggond. Vészits Ferencné; 1979
- Aranykoporsó; szöveggond. Vészits Ferencné; 1979
- Négy apának egy leánya / Véreim; szöveggond. Vészits Ferencné; 1980–1989
- Napok, holdak, elmúlt csillagok / A fele sem tudomány; szöveggond. Vészits Ferencné; 1980
- A vadember és családja / Nádihegedű; szerk., szöveggond. Vészits Ferencné; 1981
- Hannibál föltámasztása / Ezek az évek. 1914–1933; szöveggond. Vészits Ferencné; 1981
- Sokféle / Utazás a föld alatti Magyarországon; szerk., szöveggond. Vészits Ferencné; 1982
- Beszélgetés a ferdetoronnyal / Túl a palánkon; szöveggond. Vészits Ferencné; 1983
- Göröngykeresés / Parasztjaim; szöveggond. Vészits Ferencné; 1984
- Ének a búzamezőkről. Regény; szöveggond. Vészits Ferencné; 1985
- Egy cár, akit várnak / Elkallódott riportok; szöveggond. Vészits Ferencné; 1986
- Georgikon / Könnyes könyv; szöveggond. Vészits Ferencné; 1989

## Társasági tagság
- Dugonics Társaság
- Petőfi Társaság (1915–)
- Szegedi Múzeumbarátok Egyesülete (alakult 1920. február 29-én, Móra tagja lett az intézőbizottságnak)
- Kisfaludy Társaság (1931–1934)

## Származása
| Móra Ferenc (Kiskunfélegyháza, 1879. júl. 19.– Szeged, 1934. febr. 8.) író, újságíró, muzeológus | Apja: Móra Márton (Jászberény, 1834. nov. 7.– Kiskunfélegyháza, 1913. júl. 22.) szűcsmester      | Apai nagyapja: Móra István (Jászberény, 1788. aug. 21. – ?) juhvágó               | Apai nagyapai dédapja: Móra János (Jászberény, 1753. ápr. 25.– Jászberény, 1836. febr.) Móra János és Bugyi Erzsébet fia, jómódú gazda |
| Móra Ferenc (Kiskunfélegyháza, 1879. júl. 19.– Szeged, 1934. febr. 8.) író, újságíró, muzeológus | Apja: Móra Márton (Jászberény, 1834. nov. 7.– Kiskunfélegyháza, 1913. júl. 22.) szűcsmester      | Apai nagyapja: Móra István (Jászberény, 1788. aug. 21. – ?) juhvágó               | Apai nagyapai dédanyja: Muhorai Ágnes (Jászberény, 1759. ápr. 6.– Jászberény, 1793. február)                                           |
| Móra Ferenc (Kiskunfélegyháza, 1879. júl. 19.– Szeged, 1934. febr. 8.) író, újságíró, muzeológus | Apja: Móra Márton (Jászberény, 1834. nov. 7.– Kiskunfélegyháza, 1913. júl. 22.) szűcsmester      | Apai nagyanyja: Dudás Erzsébet (Jászberény, 1799. nov. 16. – ?)                   | Apai nagyanyai dédapja: Dudás Ferenc                                                                                                   |
| Móra Ferenc (Kiskunfélegyháza, 1879. júl. 19.– Szeged, 1934. febr. 8.) író, újságíró, muzeológus | Apja: Móra Márton (Jászberény, 1834. nov. 7.– Kiskunfélegyháza, 1913. júl. 22.) szűcsmester      | Apai nagyanyja: Dudás Erzsébet (Jászberény, 1799. nov. 16. – ?)                   | Apai nagyanyai dédanyja: Kováts Anna                                                                                                   |
| Móra Ferenc (Kiskunfélegyháza, 1879. júl. 19.– Szeged, 1934. febr. 8.) író, újságíró, muzeológus | Anyja: Nyeszó Juhász Anna (Kiskunfélegyháza, 1842. okt. 21. – Szolnok, 1924. aug. 6.) kenyérsütő | Anyai nagyapja: Nyeszó Juhász István („Nyeszó Pista”) szélmalom tulajdonos molnár | Anyai nagyapai dédapja: n. a. |
| Móra Ferenc (Kiskunfélegyháza, 1879. júl. 19.– Szeged, 1934. febr. 8.) író, újságíró, muzeológus | Anyja: Nyeszó Juhász Anna (Kiskunfélegyháza, 1842. okt. 21. – Szolnok, 1924. aug. 6.) kenyérsütő | Anyai nagyapja: Nyeszó Juhász István („Nyeszó Pista”) szélmalom tulajdonos molnár | Anyai nagyapai dédanyja: n. a. |
| Móra Ferenc (Kiskunfélegyháza, 1879. júl. 19.– Szeged, 1934. febr. 8.) író, újságíró, muzeológus | Anyja: Nyeszó Juhász Anna (Kiskunfélegyháza, 1842. okt. 21. – Szolnok, 1924. aug. 6.) kenyérsütő | Anyai nagyanyja: Berecz Anna (Kiskunfélegyháza, 1821. máj. 12. – ?)               | Anyai nagyanyai dédapja: Berecz István (Kiskunfélegyháza, 1782 – ?)                                                                    |
| Móra Ferenc (Kiskunfélegyháza, 1879. júl. 19.– Szeged, 1934. febr. 8.) író, újságíró, muzeológus | Anyja: Nyeszó Juhász Anna (Kiskunfélegyháza, 1842. okt. 21. – Szolnok, 1924. aug. 6.) kenyérsütő | Anyai nagyanyja: Berecz Anna (Kiskunfélegyháza, 1821. máj. 12. – ?)               | Anyai nagyanyai dédanyja: Cserényi Anna                                                                                                |

## Kapcsolódó szócikk
- Móra Könyvkiadó